# Судано-чадские отношения
Судано-чадские отношения — двусторонние дипломатические отношения между Суданом и Чадом. Протяжённость государственной границы между странами составляет 1403 км.

## История
На протяжении веков пастухи из обеих стран свободно пересекают границу между странами в поисках пастбищ для скота и источников воды. Мусульмане в восточной части Чада часто путешествуют через Судан на хадж когда совершают ежегодное паломничество в Мекку, многие молодые люди из восточного Чада учатся в исламских школах Судана. В 1978 году на плантациях хлопка в Судане было занято примерно 500 000 работников из Чада.

### Зарождение политической вражды в начале 1960-х
В начале 1960-х зародилась политическая вражда между этими двумя странами, когда про-христианская политика Чада вызвала возмущение многих суданских мусульман. Судан позволил повстанцам из ФРОЛИНА организовать лагеря на западе своей территории (Дарфур) и проводить оттуда рейды на Чад. В 1975 году был свергнут президент Чада Франсуа Томбалбай, отношения между президентами Джафаром Нимейри и Феликсом Маллумом установились на удивление сердечными, отчасти из-за того, что обе страны опасались ливийского вмешательства в свои дела. В конце 1970-х Судан продавил проведение переговоров между лидерами повстанцев и правительством Чада и призвал Маллума включить лидеров боевиков в своё правительство.

### Базирование на территории Судана чадских повстанцев в 1981 году
В 1981 году на суданской территории в Дарфуре базировались чадские повстанцы — Вооружённые силы Севера (FAN) во главе с Хиссеном Хабре. Нимейри был одним из главных союзников Хабре в его противостоянии с проливийским правительством Гукуни Уэддея. В 1982 году FAN одержали военную победу и пришли к власти в Чаде. Хиссен Хабре стал президентом Чада.
Отношения между странами начали портиться после того, как Нимейри наладил контакт с ливийским лидером Муаммаром аль-Каддафи. В 1985 году Нимейри был свергнут, следующим президентом Судана стал Абдель Рахман Свар аль-Дагаб. В 1988 году президент Чада Хиссен Хабре обвинил Судан в предоставлении территории для движения ливийских войск .

### Бои между чадскими группировками на территории Судана в 1989 году
В июне 1989 года к власти в Судане пришёл Омар аль-Башир, на территории Западного Дарфура стали происходить бои между войсками верными правительству Хабре Хиссена и повстанцами Идриса Деби, которого поддерживали ливийцы. Деби принадлежит к этнической группе загава, которые живут по обе стороны границы Чада и Судана, по этой причине племена Дарфура поддерживали его войну с центральной властью Чада. Сотни загава из Чада бежали в Судан в поисках убежища от боевых действий. В мае 1990 года солдаты Чада вторглись в столицу провинции Дарфур — Эль-Фашер, а летом этого же года — сожгли восемнадцать суданских деревень и похитили около 100 гражданских лиц. Однако, это не помогло Хиссену удержаться у власти и уже в декабре 1990 года Идрис Деби стал президентом Чада. Новое правительство в Нджамене заявило о своей готовности восстановить хорошие отношения с Суданом. В начале 1991 года Омар Башир посетил Чад и провёл официальные переговоры с Деби по развитию двусторонних отношений.

### Официальная война Чада с Суданом с 24.12.2005 года по 08.02.2006 года
24 декабря 2005 года, президент Чада объявил о состоянии войны с соседним Суданом. Конфликт начался в приграничном регионе Дарфур и перекинулся на территорию Чада после того, как всё больше суданских беженцев стало прибывать в страну. Суданские правительственные войска начали пересекать границу с целью нанести удар по мятежникам, базирующимися в Чаде. В 2006 году Чад разорвал дипломатические отношения с Суданом из-за того, что правительство соседней страны начало поддерживать финансово повстанцев из UFDC. В ответ Чад стал поддерживать повстанцев из Движения за справедливость и равенство. 8 февраля 2006 года оба лидера договорились подписать соглашение об окончание боевых действий, однако и после подписания война продолжилась. 11 августа 2006 года, при посредничестве Муаммара Каддафи, Чад и Судан возобновили дипломатические отношения.
13 марта 2008 года Омар аль-Башир и Идрис Деби подписал соглашение о ненападении, с целью остановить трансграничные военные действия между двумя странами. 11 мая 2008 года Судан объявил о разрыве дипломатических отношений с соседней страной из-за того, что Чад якобы помогал повстанцам из Дарфура атаковать столицу Судана Хартум. Отношения были восстановлены в ноябре того же года. 9 февраля 2010 года отношения между странами значительно улучшились после визита президента Чада в столицу Судана. Чад и Судан также обязались проводить совместное военное патрулирование границы.

### Суданская война с 2023 года
В марте 2024 года в ходе заседания Совета Безопасности, посвященного ситуации в Судане, некоторые делегации выразили обеспокоенность закрытием границы между Суданом и Чадом, что препятствует поступлению гуманитарной помощи в Дарфур..